# Neo soul
Neo soul là một thể loại âm nhạc phổ biến. Thuật ngữ này được đặt ra bởi doanh nhân ngành công nghiệp âm nhạc Kedar Massenburg vào cuối những năm 1990 để tiếp thị và mô tả một phong cách âm nhạc xuất hiện từ linh hồn và R&B. Dựa nhiều vào âm nhạc tâm hồn, Neo soul được phân biệt bởi một âm thanh ít thông thường hơn so với R&B đương đại, được kết hợp từ jazz, funk, hip hop và điện tử đến pop, jazz fusion và nhạc châu Phi.
Neo soul được phát triển trong những năm 1980 và đầu những năm 1990, tại Hoa Kỳ và Vương quốc Anh, như một phong trào phục hưng tâm hồn. Nó đã giành được thành công chủ đạo trong những năm 1990, với những đột phá thương mại và quan trọng của một số nghệ sĩ, bao gồm D'Angelo, Erykah Badu, Lauryn Hill và Maxwell.

## Nhạc cụ
Electric Guitar, Acoustic Guitar.